# Poggio Mirteto
Poggio Mirteto är en stad och kommun i provinsen Rieti i den italienska regionen Lazio. Staden har anor från antikens Podium Myrtetum. Bland stadens sevärdheter återfinns katedralen Santa Maria Assunta och kyrkan San Paolo.

## Frazioni
Poggio Mirteto består av sju frazioni: Briccaro, Castel San Pietro Sabino, Fuori Dazio, Misericordia, Poggio Mirteto Scalo, San Luigi och San Valentino.

## Bilder
| - Katedralen Santa Maria Assunta. - Kyrkan San Paolo. |